# Euxoa flavopallida
Euxoa flavopallida là một loài bướm đêm trong họ Noctuidae.